# Victorin-Hippolyte Jasset
Victorin-Hippolyte Jasset (Fumay, 30 marzo 1862 – Parigi, 22 giugno 1913) è stato un regista e sceneggiatore francese.
Fu un pioniere del cinema delle origini, attivo in Francia dal 1905 al 1913, anno della sua morte in seguito a un'operazione. Regista eclettico, diresse nella sua breve carriera quasi duecento film, firmando anche numerose sceneggiature. Viene ricordato soprattutto per i suoi film sul crimine che svilupparono il concetto di investigatore e le sue serie noir, un genere che darà vita a personaggi quali Nick Carter o Zigomar.

## Biografia
Victorin Jasset nacque a Fumay, nella regione francese delle Ardenne, nel 1862. Dopo aver studiato pittura e scultura con Dalou, cominciò la sua carriera disegnando costumi teatrali e decorando ventagli. Divenne noto come produttore e designer di balletti e pantomime per il nuovo Théâtre de l'Hippodrome di Parigi. Nel 1905, fu messo sotto contratto dalla Gaumont per lavorare insieme ad Alice Guy. Nel 1906, girò una Vita di Cristo per cui fece l'aiuto regista, lo scenografo e il costumista.

### Carriera alla Éclair
Dopo un breve periodo in cui lavorò per la Éclipse, Jasset andò nel 1908 a lavorare per la nuova compagnia di produzione Éclair, cominciando una serie di pellicole il cui protagonista era Nick Carter, il re degli investigatori. Il personaggio dell'eroico detective era basato su una serie di romanzi molto popolari negli USA, che erano stati pubblicati anche in Francia dall'editore tedesco Eichler. Jasset prese il nome dal personaggio originale, ma inventò per lui nuove avventure ambientate a Parigi. I primi sei episodi che Jasset diresse, uscirono nelle sale con scadenza bisettimanale alla fine del 1908; ognuno di loro raccontava una storia compiuta.
Seguì un altro breve periodo nel quale lavorò per una piccola compagnia, la Raleigh & Robert, quindi Jasset ritornò alla Éclair per cui andò nell'Africa del Nord dove produsse una serie di film di fiction e documentari in Tunisia, approfittando della luce naturale e di luoghi spettacolari come erano le rovine di Cartagine. Nell'estate del 1910, ritornò a Parigi diventando direttore artistico dello studio, responsabile di tutta la produzione della compagnia.
Nel 1911, girò Zigomar, prendendo spunto dal personaggio creato da Léon Sazie, uno scrittore di feuilleton che, a puntate, raccontava, sui giornali popolari, le imprese di questo eroe criminale. Il lungometraggio che ne trasse Jasset ebbe un tale successo che il secondo film della serie, Zigomar contre Nick Carter del 1912, fu girato nel giro di pochi mesi e altrettanto il terzo titolo della serie, Zigomar peau d'anguille, del 1913. Jasset, in quell'anno, adattò per lo schermo altri romanzi popolari come Balaoo, di Gaston Leroux o Protéa, una storia di spionaggio nella quale, per la prima volta, il personaggio principale era una donna, interpretata dall'attrice preferita di Jasset, Josette Andriot. La serie avrebbe avuto un tale successo che sarebbe proseguita anche dopo la morte del regista.
Nel 1912, Jasset abbandonò per qualche tempo la fantasia e lo spettacolo per il realismo di Émile Zola, con due adattamenti di sue opere che si inserivano in una nuova serie della Éclair dedicata ai drammi sociali. Per Au pays des ténèbres (basato su Germinal, andò in Belgio, a Charleroi, a girare negli autentici luoghi dove si svolgeva il romanzo, adattando la storia ai tempi moderni, con comparse prese sul posto. In studio, ricreò i dettagli delle miniere con le loro gallerie. L'anno seguente, il 1913, filmò  - sempre di Zola - La Terre.
Jasset stava preparando l'adattamento di due romanzi di Jules Verne quando, nel giugno del 1913, si ammalò seriamente. Entrò in ospedale per un'operazione che all'inizio parve aver successo, ma, dopo poco, moriva a Parigi, il 22 giugno 1913, a 51 anni. Venne sepolto al cimitero di Père-Lachaise nella tomba di famiglia di sua moglie. Il suo ultimo film, Protéa, uscì in sala in settembre, probabilmente montato da qualcun altro.

### Influenza di Jasset
Jasset fece oltre 100 film, di tutti i generi oltre alle serie criminali per cui è ricordato. Le Capitaine Fracasse del 1909 era un adattamento letterario dal romanzo di Théophile Gautier; Journée de grève del 1909, un documentario; Hérodiade del 1910, uno spettacolare film biblico. Solo un limitato numero dei suoi film, però, esiste ancora.
Viene ricordato come un uomo di immensa energia, versatilità e molto pignolo per quello che riguarda la direzione degli attori. Alexandre Arquillière, che interpretò numerosi film di Jasset, incluso Zigomar, lo ricordava: "una sottile sagoma brizzolata, un occhio danneggiato... L'energia instancabile di questo regista che non trova neanche il tempo di dormire quando fa un film".
Il cinema di Jasset influenzò fortemente quello di Louis Feuillade, che lavorava alla Gaumont e che raggiunse un alto livello con i suoi Fantômas (1913–14), Les Vampires (1915–16) e Judex (1916).
L'investigatore pieno di risorse, il maestro del crimine e la donna misteriosa appaiono infatti già nei personaggi dei film di Jasset, Nick Carter, Zigomar e Protéa. Il modello delle serie di crimine o di avventura sviluppato da Jasset a Feuillade fu ripreso ovunque in Europa negli anni seguenti: Dr Gar el Hama del 1911 in Danimarca; Lieutenant Daring nel Regno Unito; Tigris e la serie di Za La Mort in Italia. La sezione USA della Pathé portò a nuovi livelli di popolarità mondiale il serial producendo The Perils of Pauline (1914).
Jasset contribuì anche alla nascente teoria cinematografica  con un articolo giornalistico nel quale analizzava lo stile e le caratteristiche nazionali del cinema.

## Filmografia

### Regista

#### 1905/1907
- Esmeralda, co-regia Alice Guy) (1905)
- Les Rêves du fumeur d'opium (1906)
- Les Exercices des fusiliers marins à Lorient (1907)
- Baignade, sauts de tremplin, match de water-polo (1907)
- Une correction peu méritée (1907)

#### 1908
- Les Orphelins (1908)
- La Fiancée du gladiateur (1908)
- Âmes corses (1908)
- L'Honneur du corsaire (1908)
- Sans mère (1908)
- La Fille de la sorcière (1908)
- Chaque âge, ses tourments (1908)
- L'Homme au sac (1908)
- L'Étreinte de la statue (1908)
- Un domestique recommandé (1908)
- Rêve de fêtard (1908)
- Ma Blanchisseuse hérite (1908)
- Le Bourru apprivoisé (1908)
- Le Revenant (1908)
- La Petite voleuse (1908)
- Nick Carter, le roi des détectives - Épisode 1: Guêt-apens (1908)
- Nick Carter, le roi des détectives - Épisode 2: L'affaire des bijoux (1908)
- Nick Carter, le roi des détectives - Épisode 3: Les faux-monnayeurs (1908)
- Nick Carter, le roi des détectives - Épisode 4: Les dévaliseurs de banque (1908)
- Nick Carter, le roi des détectives - Épisode 5: Les empreintes (1908)
- Nick Carter, le roi des détectives - Épisode 6: Les bandits en habits noirs (1908)
- Sibémol n'a pas d'habit (1908)
- Le Noël de Colette (1908)
- Brisquet chez la sorcière (1908)
- Riffle Bill, le roi de la prairie - Épisode 1: La main clouée (1908)
- Riffle Bill, le roi de la prairie - Épisode 2: L'attaque du courrier (1908)
- Riffle Bill, le roi de la prairie - Épisode 3: L'enlèvement (1908)
- Riffle Bill, le roi de la prairie - Épisode 4: Le fantôme du Placer (1908)

#### 1909
- Tragique lune de miel (1909)
- Sir John Melmoth (1909) (co-regista)
- L'Héritier du château maudit (1909)
- Le Protecteur des orphelins (1909)
- Don César de Bazan (1909)
- Riffle Bill, le roi de la prairie - Épisode 5: Riffle Bill pris au piège (1909)
- La Soubrette et le lutin (1909)
- Pitié (1909)
- Dragonnades sous Louis XIV - Épisode 1: À la recherche du pasteur (1909)
- Unis par le malheur (1909)
- Les nouveaux exploits de Nick Carter - Épisode 1: En danger (1909)
- Dragonnades sous Louis XIV - Épisode 2: Fatale méprise (1909)
- Les nouveaux exploits de Nick Carter - Épisode 2: Le sosie (1909)
- La Cure du neurasthénique (1909)
- Belle-maman a trop bon coeur (1909)
- Sauvagette (1909)
- Morgan le pirate - Épisode 2: La prophétie (1909)
- Morgan le pirate - Épisode 1: Pirates et boucaniers (1909)
- La Légende du Juif errant (1909)
- La Bonne trop propre (1909)
- La Boiteuse (1909)
- Le Buffon (1909)
- La Fleur empoisonnée (1909)
- Piétro le muletier (1909)
- Les Deux amies (1909)
- La Tentation (1909)
- Les Cheveux de Madame (1909)
- Meskal le contrebandier - Épisode 1: La trahison du douanier (1909)
- Meskal le contrebandier - Épisode 2: Un bon tour (1909)
- Le Mariage d'Yvonne (1909)
- Meskal le contrebandier - Épisode 3: L'ingénieux stratagème (1909)
- Les Débuts de l'homme au sac dans le monde (1909)
- Journée de grève (1909)
- Les Souliers du facteur (1909)
- Le Justicier (1909)
- La Mère de Nana (1909)
- Le Vautour de la Sierra - Épisode 1: Le vautour et l'usurier (1909)
- Le Vautour de la Sierra - Épisode 2: Un mariage mouvementé (1909)
- Le Joueur (1909/I)
- La Journée d'un gentleman (1909)
- Le Vautour de la Sierra - Épisode 3: L'évasion audacieuse (1909)
- Nick Carter - Le club des suicidés (1909)
- Nick Carter - Les dragées soporifiques (1909)
- Les Mystères de Paris (1909)
- Remords (1909)
- L'Honnête cocher (1909)
- Le Drame de Villesauge (1909)
- Le Colis mystérieux (1909)
- La Légende du bon chevalier (1909)
- Rédemption (1909)
- Le Capitaine Fracasse (1909)
- La Partie d'échecs de Napoléon (1909)
- Beethoven (1909)
- Le Roman d'un jeune homme riche (1909)
- Les Vacances de Boufal'oeil (1909)
- L'Archange (1909)

#### 1910
- Docteur Phantom - Épisode 6: The Devil Woman (1910)
- Docteur Phantom - Épisode 5: Séquestrée (1910)
- Docteur Phantom - Épisode 4: Sauvé par sa science (1910)
- Docteur Phantom - Épisode 3: Les mémoires du Docteur Phantom (1910)
- Docteur Phantom - Épisode 2: La fièvre jaune (1910)
- Docteur Phantom - Épisode 1: A Sister's Sin (1910)
- La Femme captive (1910)
- Nick Carter acrobate (1910)
- Après la chute de l'Aigle (1910)
- La Sorcière de la grève (1910)
- La Petite fille aveugle (1910)
- Eugénie Grandet (1910)
- Le Cas de conscience du docteur Geoffroy (1910)
- L'enseveli de Tebesa, co-regia di Georges Hatot (1910)
- Une Évasion manquée (1910)
- Dans les ruines de Carthage (1910) (co-regista)
- L'Argentier de Louis XI (1910)
- Morgan le pirate - Épisode 3: L'épave (1910)
- La résurrection de Lazare, co-regia di Georges Hatot (1910)
- Ginhara ou Fidèle jusqu'à la mort (1910) (co-regista)
- La fleur de mort, co-regia di Georges Hatot (1910)
- Le Gamin de Paris (1910)
- La reconnaissance de l'Arabe, co-regia di Georges Hatot (1910)
- L'Ensorceleuse (1910)
- La Jolie dame de Narbonne (1910)
- L'Étranger (1910)
- Le Chien du saltimbanque (1910) (co-regista)
- L'Autre mère (1910)
- Hérodiade (1910)
- Louis de Saint-Just (1910)
- Justice royale (1910)
- Les Petites mains qui sauvent (1910)
- Le Roi Philippe le Bel et les templiers (1910)

#### 1911
- Zigomar, roi des voleurs (1911)
- L'Honneur du nom (1911)
- Le Crime d'un fils (1911)
- La Fin de Don Juan (1911)
- Le Piège à loups (1911)
- César Birotteau (1911)
- La Passante (1911)
- Au fond du gouffre (1911)
- Les Mains, co-regia Émile Chautard (1911)
- La Légende de l'Aigle - Ordre de l'empereur (1911)
- Zigomar (1911)
- Fumeur d'opium (1911)
- Un appel silencieux (1911)
- Une nuit d'épouvante (1911) (co-regista)
- Le Poison de l'humanité (1911) (con il nome Victorin Jasset)
- Nick Carter - Le Mystère du lit blanc (1911)

#### 1912
- Tom Butler (1912)
- Bandits en automobile - Épisode 2: Hors-la-loi (1912)
- Bandits en automobile - Épisode 1: La bande de l'auto grise (1912)
- Au Pays des ténèbres (1912)
- Un cri dans la nuit (1912)
- Au prix de son sang (1912)
- Le Cercueil de verre (1912)
- Zigomar contre Nick Carter (1912)
- Les Batailles de la vie - Le Testament Episodio 3 (1912)
- La Fin d'un favori (1912)
- Le Mystère de Notre-Dame de Paris (1912)
- La Tourmente (1912)
- L'Amour passe (1912)
- Les Batailles de la vie - Haine au music-hall episodio 5 (1912)
- Dans la cave  (1912)
- La Fille de l'autre (1912)
- Les Batailles de la vie - Le saboteur episodio 2 (1912)
- Fatalité (1912)
- Les Batailles de la vie - Une campagne de presse episodio 4 (1912)
- Le Vieux professeur (1912)
- Criminel malgré lui (1912)
- L'Étrange contrebandier (1912)
- Les Cheveux d'or (1912)
- L'Invisible (1912)
- Double vie (1912)
- Les Batailles de la vie - Aux feux de la rampe, episodio 1 (1912)
- Le Mirage (1912)
- L'Héritage (1912)

#### 1913
- L'Ivraie - Épisode 2: L'Honneur outragé (1913)
- La Marsigliese (Les Enfants du capitaine Grant), co-regia Henry Roussel, Joseph Faivre (1913)
- Zigomar, peau d'anguille - Épisode 3: Le Brigand de l'air (1913)
- Zigomar, peau d'anguille - Épisode 2: L'éléphant cambrioleur (1913)
- La Maison du glacier (1913)
- La Justicière - Épisode 3: L'expiation (1913) (co-regista)
- La Justicière - Épisode 2: L'Anneau de la morte (1913) (co-regista)
- Destin tragique - Épisode 2: La Rançon du bonheur (1913)
- Le Mauvais génie (1913)
- Le Meurtre légal (1913)
- Perdu en mer (1913)
- Balaoo (1913)
- Le Cabinet d'affaires (1913)
- Zigomar, peau d'anguille - Épisode 1: La résurrection de Zigomar (1913)
- Dans la fournaise (1913)
- Le Semeur de ruines (1913)
- L'Ivraie - Épisode 1: La calomnie (1913)
- Le Voile du passé (1913)
- Le chemin du coeur (1913)
- L'Assaut de la terre, co-regia Émile Chautard (1913)
- L'Inconnue (1913)
- Le Trésor des Baux (1913)
- La Bouquetière de Montmartre (1913)
- Sacrifice (1913)
- Fragile Bonheur (1913)
- Val d'enfer (1913)
- La Justicière - Épisode 1: Le mystérieux voyageur (1913) (co-regista)
- Destin tragique - Épisode 1: Haine de femme (1913)
- Protéa (1913)
- Le Collier de Kali (1913)

#### Sceneggiatore
- La Fille de la sorcière - scenario (1908)
- Nick Carter, le roi des détectives - Épisode 1: Guêt-apens - scenario (1908)
- Les Nouveaux exploits de Nick Carter - Épisode 1: En danger - scenario (1909)
- Les Nouveaux exploits de Nick Carter - Épisode 2: Le sosie - sceneggiatore (1909)
- La Tentation - scenario (1909)
- Nick Carter - Le club des suicidés - sceneggiatore (1909)
- Nick Carter - Les dragées soporifiques - scenario (1909)
- Le Roman d'un jeune homme riche - scenario (1909)
- La Sorcière de la grève (1910) (sceneggiatore)
- La Petite fille aveugle (1910) (scenario)
- Une evasion manquée (1910) (scenario)
- Morgan le pirate - Épisode 3: L'épave (1910) (scenario)
- Au Fond du gouffre (1911) (scenario)
- Zigomar (1911) (sceneggiatore)
- Un Appel silencieux (1911) (scenario)
- Le Poison de l'humanité (1911) (sceneggiatore) (con il nome Victorin Jasset)
- Un Cri dans la nuit - scenario (1912)
- Au prix de son sang - scenario (1912)
- Zigomar contre Nick Carter - sceneggiatore (1912)
- L'Héritage (1912) (scenario)
- Balaoo, regia di Victorin-Hippolyte Jasset - sceneggiatore (1913)
- L'Ivraie - Épisode 1: La calomnie - scenario (1913)
- Le Voile du passé - sceneggiatore (1913)
- L'Inconnue, regia di Victorin-Hippolyte Jasset - scenario (1913)
- La Bouquetière de Montmartre (1913) (scenario)

#### Aiuto regista - scenografo - costumista
- La Vie du Christ (1906) (aiuto regista) (con il nome Victorin Jasset)